# Mark-Almond
Pour les articles homonymes, voir Mark et Almond.
Ne doit pas être confondu avec Marc Almond.
 (avril 2021).
Si vous disposez d'ouvrages ou d'articles de référence ou si vous connaissez des sites web de qualité traitant du thème abordé ici, merci de compléter l'article en donnant les références utiles à sa vérifiabilité et en les liant à la section « Notes et références ».

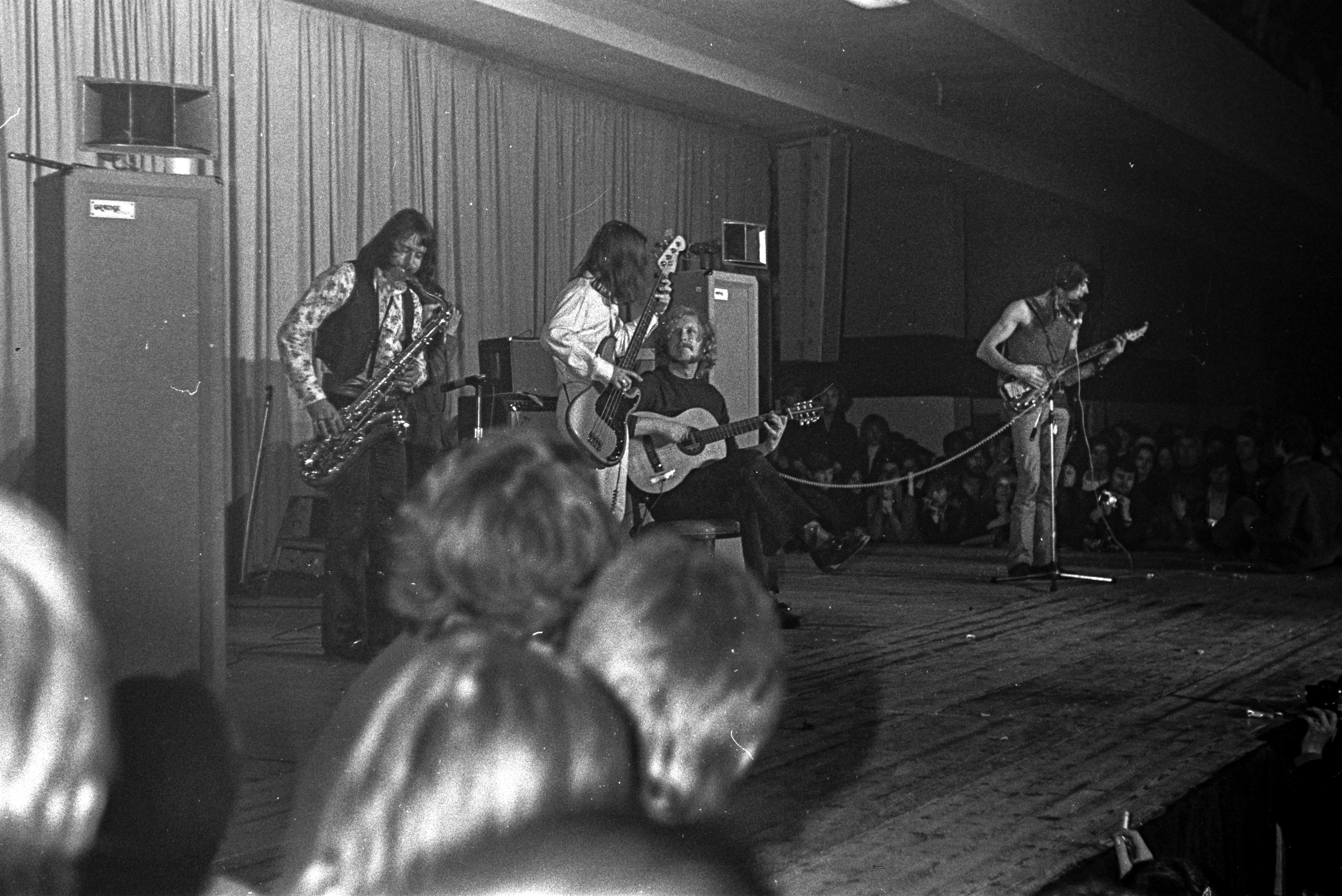
Jon Mark on acoustic guitar, Johnny Almond on saxophone, John Mayall on a Fender Telecaster guitar, Steve Thompson on bass, January 12, 1970 Niedersachsenhalle, Hannover

Mark-Almond est un groupe de jazz, blues et folk britannique des années 1970.

## Composition du groupe
Il fut formé en 1970 à Londres par deux accompagnateurs de John Mayall :
- Jon Mark (chanteur, guitariste et percussionniste), né dans les Cornouailles, Pays de Galles
- Johnny « John » Almond (saxophoniste, flûtiste, vibraphoniste et percussionniste), né le 20 juin 1946 à Enfield, Angleterre, décédé le 18 novembre 2009.

Ils ont été accompagnés, en studio comme sur scène, par de nombreux musiciens, parmi lesquels :
- Geoff Condon (bugle, trompette, cornet, saxophone ténor, hautbois, percussions)
- Ken Craddock (piano, guitare)
- Tommy Eyre (clavier), né à Sheffield, Angleterre
- Steve Gadd (batterie)
- Colin Gibson (basse)
- Jerry Hey (bugle)
- Will Lee (basse)
- Ralph MacDonald (percussions)
- Leon Pendarvis (clavier)
- Dannie Richmond (batterie et percussionniste)
- Rodger Sutton (basse et violoncelle)
- John Tropea (guitare)
- Larry Williams (clavier)

## Œuvres
- Mark-Almond (1971)
- Mark-Almond II (1972)
- Rising (CBS Records, 1972)
- Mark-Almond 73 (1973)
- To the Heart (1976)
- Other peoples rooms (Horizon Music/A&M Records, 1978)
- Tuesday In New York (1980)
- The Last And Alive (1994)
- Nightmusic (1996)